# Aserbajdsjan
 For alternative betydninger, se Aserbajdsjan (flertydig). (Se også artikler, som begynder med Aserbajdsjan)
Aserbajdsjan (azeri: Azərbaycan), officielt Republikken Aserbajdsjan (azeri: Azərbaycan Respublikası), er en suveræn stat i den sydøstlige del af Kaukasus på grænsen mellem Europa og Asien. Hoveddelen ligger i Asien, men en lille del ligger på europæisk side nord for Kaukasusbjergene. Landet har kystlinje mod øst til Kaspiske Hav og har mod nord grænse til Rusland, Georgien mod nordvest, Armenien og Tyrkiet mod vest og Iran i syd.
Landet blev oprindeligt selvstændigt, da det i 1918 erklærede sin selvstændighed fra den kortlivede Transkaukasiske Demokratiske Føderative Republik, der var opstået efter Det Russiske Kejserriges kollaps ved Oktoberrevolutionen i 1917. Den nye Aserbajdsjanske Demokratiske Republik var den første sekulære stat, hvor hovedparten af befolkningen var muslimer. Den Aserbajdsjanske Demokratiske Republik var dog kortlivet, og med støtte fra russiske bolsjevikker blev landet i 1920 omdannet til en sovjetrepublik under navnet Den Aserbajdsjanske Sovjetsocialistiske Republik og landet blev optaget i Sovjetunionen.
Den nuværende Aserbajdsjanske republik erklærede sin selvstændighed den 30. august 1991 i forbindelse med Sovjetunionens opløsning samme år. Måneden efter erklærede den overvejende armenske befolkning i regionen Nagorno-Karabakh-regionen og syv omkringliggende distrikter sig for selvstændige som Republikken Artsakh. Nagorno-Karabakh regionen anerkendes internationalt som en del af Aserbajdsjan, men har reelt fungeret som en de facto-stat siden afslutningen af den første Nagorno-Karabakh-krig i 1994.
Efter den anden Nagorno-Karabakh-krig i 2020 opnåede Aserbajdsjan kontrol med de syv distrikter og dele af Nagorno-Karabakh.
Republikken Aserbajdsjan er en enhedsstat med semipræsidentialisme. Landets indbyggere, aserbajdsjanere, er et tyrkisk folk, og Aserbajdsjan er en del af Det tyrkiske råd og den Internationale Organisation for Tyrkisk kultur, TÜRKSOY. I Lankaran-provinsen nær grænsen til Iran bor der også repræsentanter af talysj-folket, som taler et nordvestligt iransk sprog. Landet har været medlem af Europarådet siden 2001.
97% af befolkningen er muslimer (overvejende shia), men landets forfatning erklærer sig ikke til en bestemt religion, og landet er sekulært. Landet er et udviklingsland og ligger nr. 87 på UNDP's Human Development Index. Landet oplever (2010) høj økonomisk vækst, befolkningen har en høj grad af læsefærdighed, og der er i landet en beskeden arbejdsløshed. Landet er et demokrati, men det regerende parti, Det nye Aserbajdsjanske Parti, der har været ved magten siden 1993, er beskyldt for sin autoritære ledelsesstil, der bl.a. indebærer forfølgelse af politiske modstandere, ligesom der er kritik af landets overholdelse af menneskerettigheder, herunder særlig indskrænkninger i pressefriheden.
Aserbajdsjan har et areal på 86.600 km² og har 10.145.212(2021) indbyggere. Hovedstaden er havnebyen Baku, og andre store byer er Gandja og Sumgait.

## Geografi
Aserbajdsjan ligger i den sydlige Kaukasus-region i Eurasien. Tre fysiske egenskaber dominerer Aserbajdsjan: Det Kaspiske Hav, hvis kyst danner en naturlig grænse mod øst; de store Kaukasus-bjerge mod nord og de store sletter i landets centrum.
Den samlede længde af Aserbajdsjans landegrænser er 2.648 km, hvoraf 1.007 er med Armenien, 756 med Iran, 480 med Georgien, 390 med Rusland og 15 med Tyrkiet.

## Regering og politik
Aserbajdsjan erklærede sin uafhængighed fra det tidligere Sovjetunionen den 30. august 1991. Ayaz Mutalibov, tidligere førstesekretær i det aserbajdsjanske kommunistiske Parti blev landets første præsident.
Efter en massakre på aserbajdsjanere på Khojali i Nagorno-Karabakh i marts 1992 opgav Mutalibov posten, og landet oplevede politisk ustabilitet.
Heydar Alijev overtog præsidentposten i 1993, og landet har siden været ledet af medlemmer af Alijev-familien. Heydar Alijevs søn, Ilham Alijev, fra partiet Det Nye Aserbajdsjan overtog præsidentposten i 2003 ved et valg, hvor han fik 76 % af stemmerne. Der har i perioden været en række ændringer af forfatningen, således at der ikke længere gælder begrænsning for antal af genvalg til præsidentposten, ligesom valgperioden er forlænget fra fem til syv år. Ilham Alijev blev ved præsidentvalget i 2018 genvalgt til præsidentposten til sin fjerde periode som præsident. Valget var boykottet af de fleste oppositionspartier, og der var rapporter om udbredt valgsvindel.
I efteråret 2011 blev Aserbajdsjan stemt ind i FN's Sikkerhedsråd for en toårig periode.
Konflikten med Armenien vedrørende Nagorno-Karabakh-regionen udgør en kilde til regional ustabilitet.

## Økonomi
Indtægter fra olie har skabt stor vækst i Aserbajdsjan, der også har en stor råmetalproduktion.
En aftale om levering af aserbajdsjansk gas til Europa gennem Tyrkiet blev underskrevet i 2010.
Landet har været vært for en række begivenheder inden for sport og underholdning. Eurovision Song Contest blev afholdt den 26. maj 2012 i Baku, ligesom der afvikles Formel 1-løb i Baku. Baku var en af flere værtsbyer under Europamesterskabet i fodbold 2020.